# Hohldotter
Der Hohldotter (Myagrum perfoliatum), auch Pastel oder Deutsche Indigo genannt, ist die einzige Art der Pflanzengattung Myagrum innerhalb der Familie der Kreuzblütengewächse (Brassicaceae).

## Beschreibung

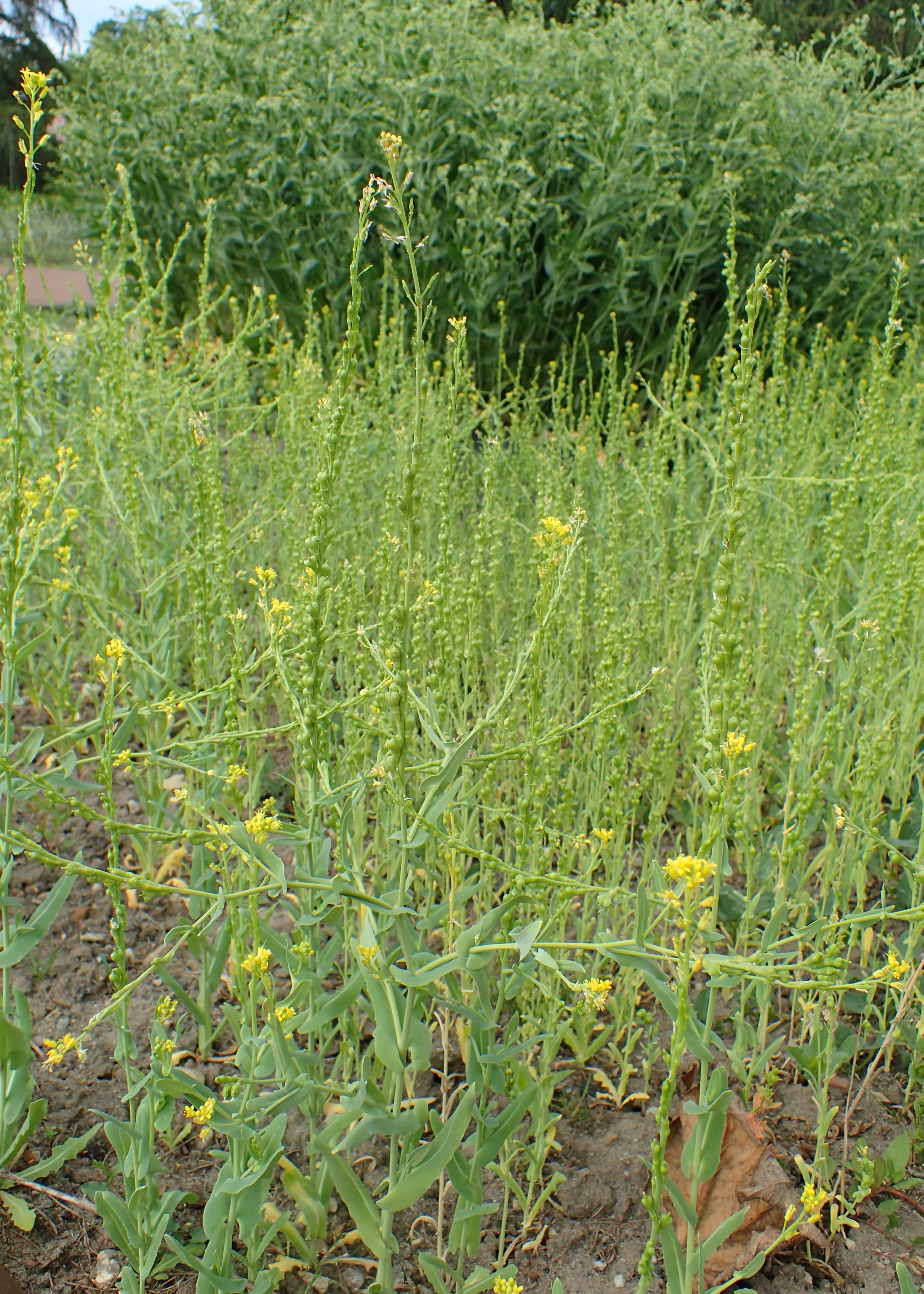
Habitus und Blütenstände

### Vegetative Merkmale
Der Hohldotter ist eine sommergrüne, ein- bis zweijährige krautige Pflanze, die Wuchshöhen von 20 bis 60 Zentimetern erreicht. Sie besitzt einen unangenehmen Geruch. Der aufrechte, blaugrün bereifte Stängel ist im oberen Teil meist sparrig verzweigt.
Bei den Grundblättern ist die schmal-ovale Blattspreite in einen Blattstiel verschmälert. Die sitzenden bläulich-grünen Stängelblätter sind zungenförmig, ganzrandig oder fein gezähnt und am Spreitengrund herz- bis pfeilförmig mit zwei Blattzipfeln stängelumfassend. Die mittleren Stängelblätter sind bei einer Länge von 1,5 bis 5 Zentimetern eiförmig oder spatelförmig-länglich und über den Spreitengrund etwas zusammengezogen.

### Generative Merkmale
Die Blütezeit liegt zwischen Mai und Juni. Der anfangs schirmtraubige, durch Streckung der Blütenstandsachse später traubige Blütenstand enthält viele Blüten und ist zur Fruchtzeit locker und stark rutenförmig verlängert. Die Blütenstiele sind 1,5 bis 3 Millimeter lang.
Die zwittrige Blüte ist radiärsymmetrisch und vierzählig mit doppelter Blütenhülle. Die vier aufrechten Kelchblätter sind 2 Millimeter lang. Die vier hell-gelben Kronblätter sind 3 bis 4 Millimeter lang sowie kaum 1 Millimeter breit und nach ihrer Basis zu allmählich verschmälert und am oberen Ende gerundet.
Der verdickte, kegelförmige Fruchtstiel liegt dem Stängel an. Die Frucht ist doppelt bis dreimal so lang wie der Stiel. Das aufrechte Schötchen wird auch als einsamige Nuss interpretiert, die bei einer Länge von 5 bis 7 Millimetern sowie einem Durchmesser von 4 bis 5 Millimetern birnenförmig und unter ihrem oberen Ende etwas aufgetrieben, darüber gestutzt und plötzlich in den kurzen Griffel kegelförmig verjüngt ist. Die Frucht besitzt mit im unteren Teil ein Fruchtfach mit einem Samen und zwei obere, hohle Fruchtfächer. Die Samen sind etwa 3 Millimeter lang und fast 2 Millimeter breit.

### Chromosomensatz
Die Chromosomengrundzahl beträgt x = 7; es liegt Diploidie mit einer Chromosomenzahl von 2n = 14 vor.

## Ökologie
Der Hohldotter ist ein Therophyt.

## Vorkommen
Das natürliche Verbreitungsgebiet des Hohldotters erstreckt sich vom Mittelmeerraum über Osteuropa und den Kaukasusraum nach Vorderasien und Indien. Es gibt Fundortangaben für das östliche Österreich, die südöstliche Schweiz, Italien, Sizilien, Südfrankreich, Slowenien, die Slowakei, Serbien, Ungarn, Kroatien, Bosnien und Herzegowina, Montenegro, Bulgarien, Rumänien, Albanien, Nordmazedonien, das nördliche Griechenland, die Türkei, den westlichen Iran, den nördlichen Irak, Syrien, Libanon, Israel, Jordanien, Ciskaukasien, Armenien, Aserbaidschan, Georgien, Dagestan, die westliche Ukraine, die Krim, und dem indischen Bundesstaat Uttar Pradesh. In Deutschland, in Nordeuropa, Algerien, den südlichen USA, Japan und in Australien ist er ein Neophyt.
Der Hohldotter besiedelt in Mitteleuropa in Gegenden mit warmen Sommern Getreide- und Rapsfelder, gelegentlich auch lückig bewachsenes Ödland. Selten tritt er in Deutschland als Neophyt auf im Hessischen Bergland, am Neckar, an der Donau sowie im Alpenvorland auf und vereinzelt kommt er in Hamburg sowie Berlin vor. Als ursprünglich gelten die Vorkommen in der Westschweiz und in Österreich in Niederösterreich, im Wiener Becken und am Alpenfuß. Der Hohldotter in Deutschland und Österreich fast überall als unbeständig. Obwohl er in Mitteleuropa nie häufig war, ist er durch den Herbizideinsatz noch einmal drastisch zurückgedrängt worden. Der Hohldotter gedeiht auf nährstoffreichen, kalkhaltigen oder kalkreichen Lehmböden. Er ist eine Charakterart des Verbands Caucalidion, kommt aber auch in Pflanzengesellschaften des Verbands Sisymbrion vor.
Die ökologischen Zeigerwerte nach Landolt et al. 2010 sind in der Schweiz: Feuchtezahl F = 1 (sehr trocken), Lichtzahl L = 3 (halbschattig), Reaktionszahl R = 4 (neutral bis basisch), Temperaturzahl T = 5 (sehr warm-kollin), Nährstoffzahl N = 3 (mäßig nährstoffarm bis mäßig nährstoffreich), Kontinentalitätszahl K = 3 (subozeanisch bis subkontinental).

## Systematik
Die Erstveröffentlichung von Myagrum perfoliatum erfolgte 1753 durch Carl von Linné in Species Plantarum, Tomus II, S. 640, dabei wurde auch die Gattung Myagrum aufgestellt. Der Gattungsname Myagrum bedeutet „Fliegenfänger“. Das Artepitheton perfoliatum bedeutet „durchwachsenblättrig“.
Myagrum perfoliatum ist die einzige Art der Gattung Myagrum aus der Tribus Isatideae innerhalb der Familie Brassicaceae.